# Backprotector

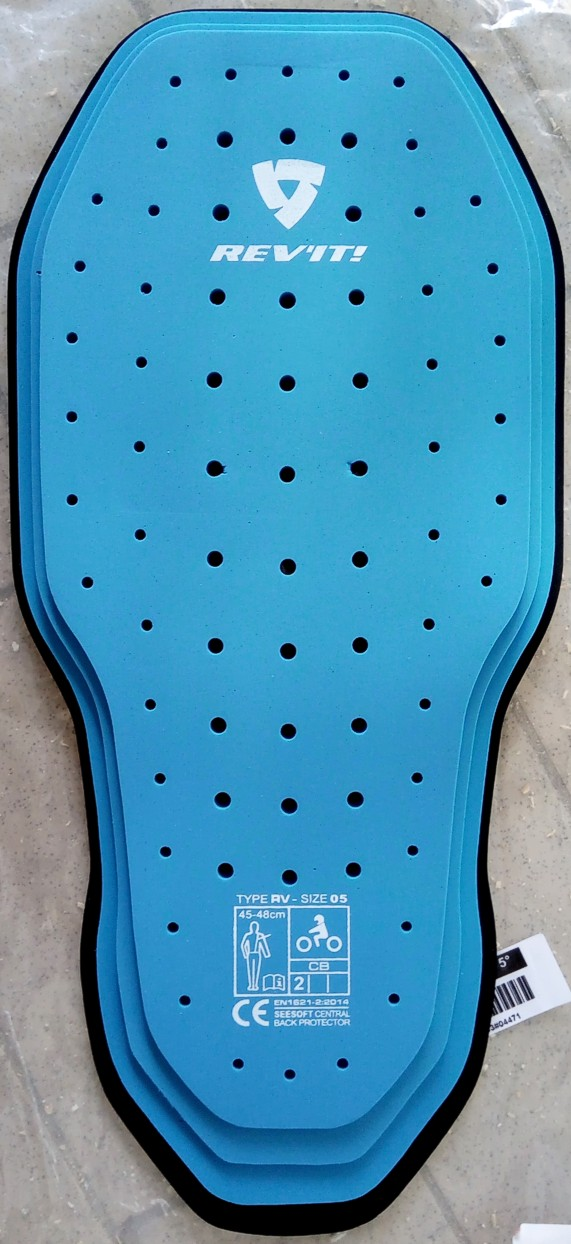
Rugbeschermer voor in een motorpak

Een backprotector is een kunststof rugbeschermer voor sportieve motorrijders en wegracers. 
Deze rugbeschermers kunnen soms met banden om het lichaam van de rijders zitten (onder de motorkleding), maar zijn vaak geïntegreerd in het motorpak. In vrijwel alle takken van motorsport en voor professionele rijders (politie e.d.) is rugbescherming verplicht.